# Skaidrīte Smildziņa
Skaidrīte Smildziņa, coniugata Budovska (Riga, 2 marzo 1943), è un'ex cestista sovietica.

## Carriera
Con l'Unione Sovietica ha disputato tre edizioni dei Campionati mondiali (1959, 1964, 1967) e cinque dei Campionati europei (1960, 1962, 1964, 1966, 1968).